# Colman (Dacota do Sul)
Colman é uma cidade localizada no estado norte-americano de Dakota do Sul, no Condado de Moody.

## Demografia
Segundo o censo norte-americano de 2000, a sua população era de 572 habitantes.
Em 2006, foi estimada uma população de 555, um decréscimo de 17 (-3.0%).

## Geografia
De acordo com o United States Census Bureau tem uma área de
4,3 km², dos quais 4,3 km² cobertos por terra e 0,0 km² cobertos por água. Colman localiza-se a aproximadamente 516 m acima do nível do mar.

## Localidades na vizinhança
O diagrama seguinte representa as localidades num raio de 20 km ao redor de Colman.